# Cosmopolitans FC
El Cosmopolitans FC es un equipo de fútbol de Tanzania que juega en la Tercera División de Tanzania, la tercera liga de fútbol más importante del país.

## Historia
Fue fundado en el año 1956 en la ciudad de Dar es Salaam y fueron los últimos campeones de la Liga de Dar es Salaam en 1964, ya que la liga desapareció para dar campo a la actual Liga tanzana de fútbol, en la cual fueron campeones en 1967, su último título ganado hasta el momento, ya que no juega en la máxima categoría desde la década de los años 1970s.
A nivel internacional han participado en un torneo continental, en la Copa Africana de Clubes Campeones 1968, en la cual fueron eliminados en la ronda preliminar por abandonar el torneo cuando iban a enfrentarse al Police Mogadishu de Somalia.

## Palmarés
- Liga tanzana de fútbol: 1

1967
- Liga de Dar es Salaam: 1

1964

## Participación en competiciones de la CAF
- Copa Africana de Clubes Campeones: 1 aparición

1968 - abandonó en la Ronda Preliminar